# Осипович, Альбина
Альбина Люси Шарлотта Осипович (англ. Albina Lucy Charlotte Osipowich, впоследствии Альбина ван Эйкен, англ. Albina Van Aiken; 26 февраля 1911, Вустер — 6 июня 1964) — американская пловчиха, двукратная олимпийская чемпионка 1928 года.

## Биография
Родилась в семье белорусских эмигрантов из Вильны.
С раннего детства занималась плаванием. В местной школе не было женской команды, поэтому она тренировалась вместе с ребятами, что принесло ей пользу — в старших классах она на две головы опережала своих одногодков.
В 1928 году Альбина стала чемпионкой США в спринте вольным стилем, одновременно установив три национальных рекорда. На Олимпийских играх 1928 года в Амстердаме к олимпийским рекордам она вышла победителем престижной дистанции в женском плавании — стометровке вольным стилем.
Второе золото Альбина завоевала в составе эстафеты 4×100 метров вольным стилем.
17-летнюю Альбину в родном Вустере встречали тысячи поклонников. Благодарная общество собрало необходимые 4 тысячи долларов на её обучение в Пембрук-колледже при Браунском университете. Девушка решила посвятить всё время учёбе и завязать с большим спортом. В университете она познакомилась со своим будущим мужем Харисоном ван Эйкеном, который стал успешным бизнесменом, вице-президентом корпорации General Electric.
В 1964 году Альбина ван Эйкен после борьбы с тяжёлой болезнью умерла в возрасте 53 лет.